# 제93회 아카데미상
제93회 아카데미상(영어: 93rd Academy Awards)은 2020년 영화와 2021년 초 영화를 대상으로 시상된다. 영화예술과학 아카데미가 주관하여 2021년 4월 25일, 미국 캘리포니아주 로스앤젤레스 유니언역과 할리우드의 돌비 극장에서 동시에 진행되었다. 본래 시상식은 2월경에 이루어지나 코로나19 범유행으로 인해 예정일보다 두 달 정도 연기되었다.

## 일정
본래는 2021년 2월 28일에 개최하기로 예정되어 있었으나, 2020년 아카데미 측에서 코로나19의 전세계적 대유행으로 인한 영화계의 여파를 감안하여 두 달 정도 늦춘 4월 25일에 열기로 결정했다고 밝혔다. 일정 연기와 더불어 전년도 영화만을 다뤘던 그간의 심사기준과는 달리 올해는 2021년 영화까지 일부 후보대상에 오르게 되며, 제작 당시에는 극장개봉을 염두에 두고 있었다가 결과적으로 스트리밍 서비스로 직행하게 되어버린 작품들도 후보로 제출될 수 있도록 규정을 개정하였다.
아카데미상이 연기된 것은 사상 네번째 있는 일로, 특히 접수후보 대상 기간이 두 해에 걸치게 된 것은 지난 1933년 제6회 아카데미상 시상식 이후 90여년 만의 일이다.
- 2021년 3월 5일 ~ 3월 10일: 예비후보작 선정 투표
- 2021년 3월 15일: 후보 발표
- 2021년 4월 15일 ~ 4월 20일: 최종 선정투표 기간
- 2021년 4월 25일: 제93회 아카데미상 시상식

## 후보 및 수상
후보는 3월 15일 발표되었으며, 발표자는 배우 닉 조나스와 프리양카 초프라 부부였다. 이번 시상식부터의 다른 점이라면 아카데미 음향효과상과 아카데미 음향편집상 부문이 통합되어 '아카데미 음향상'으로 시상하게 되었다.
| 작품상 | 감독상 |
| --- | --- |
| - 《노매드랜드》 – 몰리 애셔, 댄 잰비, 프랜시스 맥도먼드, 피터 스피어스, 클로이 자오 - 《더 파더》 – 필리프 카르카손, 장루이 리비, 데이비드 파핏 - 《유다 그리고 블랙 메시아》 – 라이언 쿠글러, 찰스 D. 킹, 샤카 킹 - 《맹크》 – 시안 체이핀, 에릭 로스, 더글라스 어번스키 - 《미나리》 – 크리스티나 오 - 《프라미싱 영 우먼》 – 벤 브라우닝, 에메랄드 페넬, 애슐리 폭스, 조시 맥너마라 - 《사운드 오브 메탈》 – 버트 헤임링크, 사샤 벤아로슈 - 《트라이얼 오브 더 시카고 7》 – 스튜어트 베서, 마크 플랫 | - 클로이 자오 – 《노매드랜드》 - 토마스 빈터베르 – 《어나더 라운드》 - 데이비드 핀처 – 《맹크》 - 정이삭 – 《미나리》 - 에메랄드 페넬 – 《프라미싱 영 우먼》 |
| 남우주연상 | 여우주연상 |
| - 앤서니 홉킨스 – 《더 파더》의 앤서니 역 - 리즈 아메드 – 《사운드 오브 메탈》의 루벤 스톤 역 - 故 채드윅 보스만 – 《마 레이니, 그녀가 블루스》의 리브 그린 역 - 게리 올드먼 – 《맹크》의 허먼 J. 맹키위츠 역 - 스티븐 연 – 《미나리》의 제이콥 이 역 | - 프랜시스 맥도먼드 – 《노매드랜드》의 펀 역 - 비올라 데이비스 – 《마 레이니, 그녀가 블루스》의 마 레이니 역 - 안드라 데이 – 《더 유나이티드 스테이츠 vs 빌리 홀리데이》의 빌리 홀리데이 역 - 버네사 커비 – 《그녀의 조각들》의 마사 와이스 역 - 캐리 멀리건 – 《프라미싱 영 우먼》의 커샌드라 "캐시" 토머스 역 |
| 남우조연상 | 여우조연상 |
| - 대니얼 컬루야 – 《유다 그리고 블랙 메시아》의 프레드 햄프턴 역 - 사샤 배런 코언 – 《트라이얼 오브 더 시카고 7》의 애비 호프먼 역 - 레슬리 오덤 주니어 – 《마이애미에서의 하룻밤》의 샘 쿡 역 - 폴 레이시 – 《사운드 오브 메탈》의 조 역 - 러키스 스탠필드 – 《유다 그리고 블랙 메시아》의 윌리엄 오닐 역 | - 윤여정 – 《미나리》의 순자 역 - 마리야 바칼로바 – 《보랏 속편》의 투타르 사그디예프 역 - 글렌 클로즈 – 《힐빌리의 노래》의 보니 밴스 역 - 올리비아 콜먼 – 《더 파더》의 앤 역 - 아만다 사이프리드 – 《맹크》의 매리언 데이비스 역 |
| 각본상 | 각색상 |
| - 에메랄드 페넬 - 《프라미싱 영 우먼》 - 윌 버슨, 샤카 킹 - 《유다 그리고 블랙 메시아》 - 정이삭 - 《미나리》 - 에이브러햄 마더, 데리어스 마더 - 《사운드 오브 메탈》 - 에런 소킨 - 《트라이얼 오브 더 시카고 7》 | - 크리스토퍼 햄프턴, 플로리앙 젤레르 (젤레르의 희곡 원작) - 《더 파더》 - 사샤 배런 코언, 피터 베이넘, 제나 프리드먼, 앤서니 하인스, 리 컨, 댄 메이저, 에리카 리비노이아, 댄 스위머 (배런 코언의 캐릭터 원작) - 《보랏 속편》 - 클로이 자오 (제시카 브루더의 논픽션 원작) - 《노매드랜드》 - 켐프 파워스 (파워스의 희곡 원작) - 《마이애미에서의 하룻밤》 - 라민 버라니 (아라빈드 아디가의 소설 원작) - 《화이트 타이거》  |
| 장편 애니메이션 작품상 | 국제영화상 |
| - 《소울》 – 피트 닥터, 다나 머리 - 《온워드: 단 하루의 기적》 – 코리 레이, 댄 스캔런 - 《오버 더 문》 – 저우페이링, 글렌 킨, 제니 린 - 《숀더쉽 더 무비: 꼬마 외계인 룰라!》 – 윌 베처, 폴 큘리, 리처드 펠런 - 《울프워커스》 – 톰 무어, 스테판 룰란츠, 로스 스튜어트, 폴 영 | - 《어나더 라운드》 (덴마크) - 감독 토마스 빈터베르 - 《소년시절의 너》 (홍콩) - 감독 정궈샹 - 《콜렉티브》 (루마니아) - 감독 알레그잔데르 나나우 - 《더 맨 후 솔드 히스 스킨》 (튀니지) - 감독 카우테르 벤 하니아 - 《쿠오바디스, 아이다》 (보스니아 헤르체고비나) - 야스밀라 즈바니치 |
| 장편 다큐멘터리 영화상 | 단편 다큐멘터리 영화상 |
| - 《나의 문어 선생님》 – 피파 얼리크, 크레이그 포스터, 제임스 리드 - 《콜렉티브》 – 알레산데르 나나우, 비앙카 오아나 - 《크립 캠프: 장애는 없다》 – 세라 볼더, 짐 러브렉트, 니콜 뉸햄 - 《요양원 비밀요원》 – 마이테 알베르디, 마르셀라 산티바녜스 - 《타임》 – 개릿 브래들리, 로런 도미노, 켈런 퀸 | - Colette – 앨리스 도이아드, 앤서니 저키노 - A Concerto Is a Conversation – 크리스 바워스, 벤 프라우드풋 - Do Not Split – 샬럿 쿡, 앤더스 해머 - Hunger Ward – 스카이 피츠제럴드, 마이클 쇼이어먼 - A Love Song for Latas – 소피 나할리 앨리슨, 재니스 덩컨 |
| 단편 영화상 | 단편 애니메이션 작품상 |
| - 〈낯설고 먼〉 – 트레이본 프리, 마틴 데즈먼드 로 - Feeling Through – 더그 롤런드, 수전 루젠스키 - The Letter Room – 엘비라 린드, 소피아 손더밴 - The Present – 오사마 라와르디, 파라 나불시 - White Eye – 시라 호흐만, 토메르 슈샨 | - 〈무슨 일이 있어도 너를 사랑해〉 – 마이클 고비어, 윌 매코맥 - 〈버로우〉 – 마이클 캡버랫, 매들린 셔래피언 - 〈지니어스 로시〉 – 아드리앵 메리조, 아모리 오비즈 - 〈오페라〉 – 에릭 오 - 〈예스 피플〉 – 아르드나르 군나르손, 기슬리 다리 하들도르손 |
| 음악상 | 주제가상 |
| - 《소울》 – 트렌트 레즈너, 애티커스 로스, 존 배티스트 - 《다 5 블러즈》 – 테런스 블랜처드 - 《맹크》 – 트렌트 레즈너, 애티커스 로스 - 《미나리》 – 에밀 모세리 - 《뉴스 오브 더 월드》 – 제임스 뉴턴 하워드 | - "Fight for You" (D'Mile, H.E.R., 티아라 토머스) - 《유다 그리고 블랙 메시아》 - "Hear My Voice" (대니얼 펨버턴, 설레스트) - 《트라이얼 오브 더 시카고 7》 - "Husavik" (리카르드 예란손, 팻 맥스 그수스, 사번 코테차) - 《유로비전 송 콘테스트: 파이어 사가 스토리》 - "Io sì (Seen)" (다이앤 워런, 라우라 파우시니) - 《자기 앞의 생》 - "Speak Now" (샘 애시워스, 레슬리 오덤 주니어) - 《원 나이트 인 마이애미》       |
| 음향상 | 미술상 |
| - 《사운드 오브 메탈》 – 하이메 박슈트, 니컬러스 베커, 필립 블라드, 카를로스 코르테스, 미셸 쿠톨랑크 - 《그레이하운드》 – 보 보더스, 마이클 밍클러, 워런 쇼, 데이비드 와이먼 - 《맹크》 – 렌 클라이스, 드루 쿠닌, 제러미 몰로드, 네이선 낸스, 데이비드 파커 - 《뉴스 오브 더 월드》 – 윌리엄 밀러, 존 프리칫, 마이크 프레스트우드, 올리버 타니 - 《소울》 – 코바 엘리엇, 렌 클라이스, 데이비드 파커 | - 《맹크》 – 도널드 그레이엄 버트 (프로덕션 디자인), 잰 파스칼 (세트 연출) - 《더 파더》 – 피터 프랜시스 (프로덕션 디자인), 캐시 페더스톤 (세트 연출) - 《마 레이니, 그녀가 블루스》 – 마크 리커 (프로덕션 디자인), 캐런 오하라, 다이애나 스로턴 (세트 연출) - 《뉴스 오브 더 월드》- 데이비드 크랭크 (프로덕션 디자인), 엘리자베스 키넌 (세트 연출) - 《테넷》 – 네이선 크롤리 (프로덕션 디자인), 캐시 루커스 (세트 연출) |
| 촬영상 | 분장상 |
| - 《맹크》 – 에릭 메서슈밋 - 《유다 그리고 블랙 메시아》 – 숀 보빗 - 《뉴스 오브 더 월드》 – 다리우시 볼스키 - 《노매드랜드》 – 조슈아 제임스 리처즈 - 《트라이얼 오브 더 시카고 7》 – 페돈 파파미하일 | - 《마 레이니, 그녀가 블루스》 – 세르히오 로페스리베라, 미아 닐, 저마이카 윌슨 - 《엠마》 – 로라 앨런, 머리스 랭언, 클로디아 스톨즈 - 《힐빌리의 노래》 – 퍼트리샤 더헤이니, 에린 크루거 메카시, 매슈 W. 멍글 - 《맹크》 – 콜린 러배프, 킴벌리 스피테리, 지지 윌리엄스 - 《피노키오》 – 달리아 콜리, 마크 쿨리어, 프란체스코 페고레티                                                                                      |
| 의상상 | 편집상 |
| - 《마 레이니, 그녀가 블루스》 – 앤 로스 - 《엠마》 – 알렉산드라 번 - 《맹크》 – 트라이시 서머빌 - 《뮬란》 – 비나 다이겔러 - 《피노키오》 – 마시모 칸티니 파리니 | - 《사운드 오브 메탈》 – 미켈 E.G. 닐손 - 《더 파더》 – 요르고스 람프리노스 - 《노매드랜드》 – 클로이 자오 - 《프라미싱 영 우먼》 – 프레데릭 토라발 - 《트라이얼 오브 더 시카고 7》 – 앨런 바움가튼 |
| 시각효과상 | |
| - 《테넷》 – 스콧 R. 피셔, 앤드루 잭슨, 데이비드 리, 앤드루 로클리 - 《러브 앤 몬스터즈》 – 제너비브 카멜레리, 브라이언 콕스, 맷 에버릿, 맷 슬론 - 《미드나이트 스카이》 – 매슈 카스미르, 크리스 로런스, 맥스 솔로몬, 데이비드 왓킨스 - 《뮬란》 – 숀 앤드루 페이든, 스티브 잉그럼, 앤더스 랭글랜즈, 세스 모리 - 《오직 단 하나의 이반》 – 닉 데이비스, 그레그 피셔, 벤 존스, 산티아고 콜로모 마르티네스                                                                                                 | |

## 공연자 명단

### 시상자
- 레지나 킹 - 각본상, 각색상 시상
- 로라 던 - 국제 영화상, 남우조연상 시상
- 돈 치들 - 분장상, 의상상 시상
- 브라이언 크랜스턴 - 진 허숄트 박애상 시상
- 봉준호, 최성재 - 감독상 시상
- 리즈 아메드 - 음향상, 단편 영화상 시상
- 리스 위더스푼 - 단편 애니메이션 영화상, 애니메이션 영화상 시상
- 말리 매틀린, 잭 제이슨 - 단편 다큐멘터리 영화상, 다큐멘터리 영화상 시상
- 스티븐 연 - 시각효과상 시상
- 브래드 피트 - 여우조연상 시상
- 핼리 베리 - 프로덕션 디자인상, 촬영상 시상
- 해리슨 포드 - 편집상 시상
- 비올라 데이비스 - 진 허숄트 박애상 시상
- 젠데이아 - 음악상, 주제가상 시상
- 앤절라 바셋 - 추모 공연 진행
- 리타 모레노 - 작품상 시상
- 러네이 젤위거 - 여우주연상 시상
- 호아킨 피닉스 - 남우주연상 시상

## 수상 특이 사항
- 전통을 깨고 시상식 최고상인 작품상 대신 여우주연상과 남우주연상을 마지막 순서로 시상하며 마무리되었다.[4]
- 클로이 자오는 아카데미 감독상을 수상한 두 번째 여성 감독이자 첫 번째 유색 인종 여성 감독이 되었다.
- 윤여정은 여우조연상을 수상하면서 아카데미상을 수상한 최초의 한국 배우가 되었다. 시상식 후보 지명 또한 한국 배우 최초이다.

## 같이 보기
- 제78회 골든 글로브상
- 제74회 영국 아카데미 영화상